# Kužnjača
Kužnjača je naselje u općini Modriča, Republika Srpska, BiH.

## Stanovništvo
Nacionalni sastav stanovništva 1991. godine, bio je sljedeći:
ukupno: 272
- Hrvati - 240
- Srbi - 30
- ostali, neopredijeljeni i nepoznato - 2